# 升麻葛根湯
升麻葛根湯為中藥方劑，又名陽明升散。主要在治療（流行性）感冒、麻疹、水痘、猩紅熱等病，或是皮膚搔癢、帶狀疱疹。症狀表現諸如發燒、怕風，伴隨頭痛、身疼痛、打噴嚏或咳嗽。

## 出處
相傳為宋朝醫師錢乙所發明，此方收錄於清代汪昂所編著的《醫方集解》

## 功用
解肌透疹、痘疹熱毒，治太陽、陽明合病。用現代的話語來說，約略可治療（流行性）感冒、麻疹、水痘、猩紅熱，急性細菌性痢疾等病，或是皮膚搔癢、帶狀疱疹等。

## 辨症要點
- 頭疼身痛：頭疼為表症的癥候，凡陽經的病症（即太陽病、陽明病或是少陽病）皆有之。在中醫的六經辨證裏，六經皆有身痛的可能性，然表現在陽經上則會有煩躁，或伴有手足拘緊擘急，屈伸不利的現象。
- 發熱惡寒、無汗：有此現象代表病在太陽。
- 口渴：代表邪熱入裏。
- 目痛、鼻乾：因為足陽明胃經的經絡絡過口鼻，至眼睛下方，故所以此經有熱時會導致眼睛疼痛，鼻子乾燥。
- 臥不安：因有胃熱，胃不和則睡不安穩。
- 出疹子：病邪入胃，會有發疹現象。

## 方劑組成
升麻（三錢）， 葛根 （二錢），芍藥（二錢），炙甘草（一錢），生薑。

## 加減
- 頭痛，加川芎、 白芷。
- 身痛背強，加羌活、防風。
- 熱不退，春加柴胡、黃芩、防風。大熱加黃芩、石膏。
- 頭面腫，加防風、荊芥、連翹、白芷、川芎、牛蒡、石膏。
- 咽痛， 加桔梗。
- 發疹不透加紫草茸。
- 脈弱，加人參。[1]

## 外部連結
- 升麻葛根湯 中藥方劑圖像數據庫 (香港浸會大學中醫藥學院) （中文）（英文）